# Maledizione di una madre
Maledizione di una madre o Una maledizione è un dipinto olio su tela con soggetto profano realizzato da Ponziano Loverini nel 1886, e conservato nell'Accademia Carrara

## Storia, descrizione e stile
Il dipinto conserva la firma dell'artista sul lato destro: P. Loverini, e fu realizzato dall'artista gandinese nel suo periodo dedicato alla produzione moralistica, pittura che gli diede non poca notorietà e con una buona produzione e vendita di opere sul mercato inglese. Venne esposto nel medesimo anno nella prima esposizione di Belle Arti nel nuovo palazzo della Società per le Belle Arti ed Esposizione Permanente in Milano tra i dipinti di genere nella sala D come studio dal vero.
Il dipinto di proprietà privata fu donato all'accademia di Bergamo nel 1946 da Bruno Engel. Scriverò del dipinto il critico Angelo Pinetti nel suo testo del 1914:
(Angelo Pinetti)
Secondo il Pinetti la tela raffigura una mamma in condizioni di estrema indigenza, e ammalata, che scaccia maledicendo, la figlia dal ricco abbigliamento pare aver raggiunto una certa agiatezza economica, grazie a una forma di vita dissoluta rifiutandone anche il denaro che questa le aveva portato. La donna è raffigurata in un ambiente sebben povero, ordinato: il letto, posto in un angolo, con le coperte rimboccate e un bianco lenzuolo, il crocifisso fisso sulla parete in travi di legno, trattiene un ramo d'ulivo e accanto alla croce il lume. La donna sebben in età avanzata, e con il busto ricurvo dalle fatiche della vita, è dedita al lavoro con l'arcolaio, compiendo con il braccio e la mano il gesto di allontanare la figlia, maledicendola. Dietro di lei un'antica cassapanca arredo comune nelle case bergamasche. La ragazza elegantemente vestita si allontana velocemente, spaventata dalla reazione materna, lasciando cadere in terra il denaro che voleva donare alla donna. L'attenzione dell'osservatore cade proprio sugli sguardi delle due donne, molto in tensione, nonché all'abito della giovane che presenta ricami in oro, così come oro è la piuma che le orna il capo.
Loverini amava raccontare con le sue tele una storia, e in questa fase di pittura moralista, la tela doveva essere anche un messaggio per quelle giovani che avrebbe scelto una vita dissoluta per raggiungere l'agiatezza senza pensare a quanto fosse moralmente sbagliata questa condotta. Portando alla raffigurazione del bene e il male il primo nella donna umile e povera e il secondo nella giovane, raffigurato nel rosso dell'abito.